# Google Cardboard

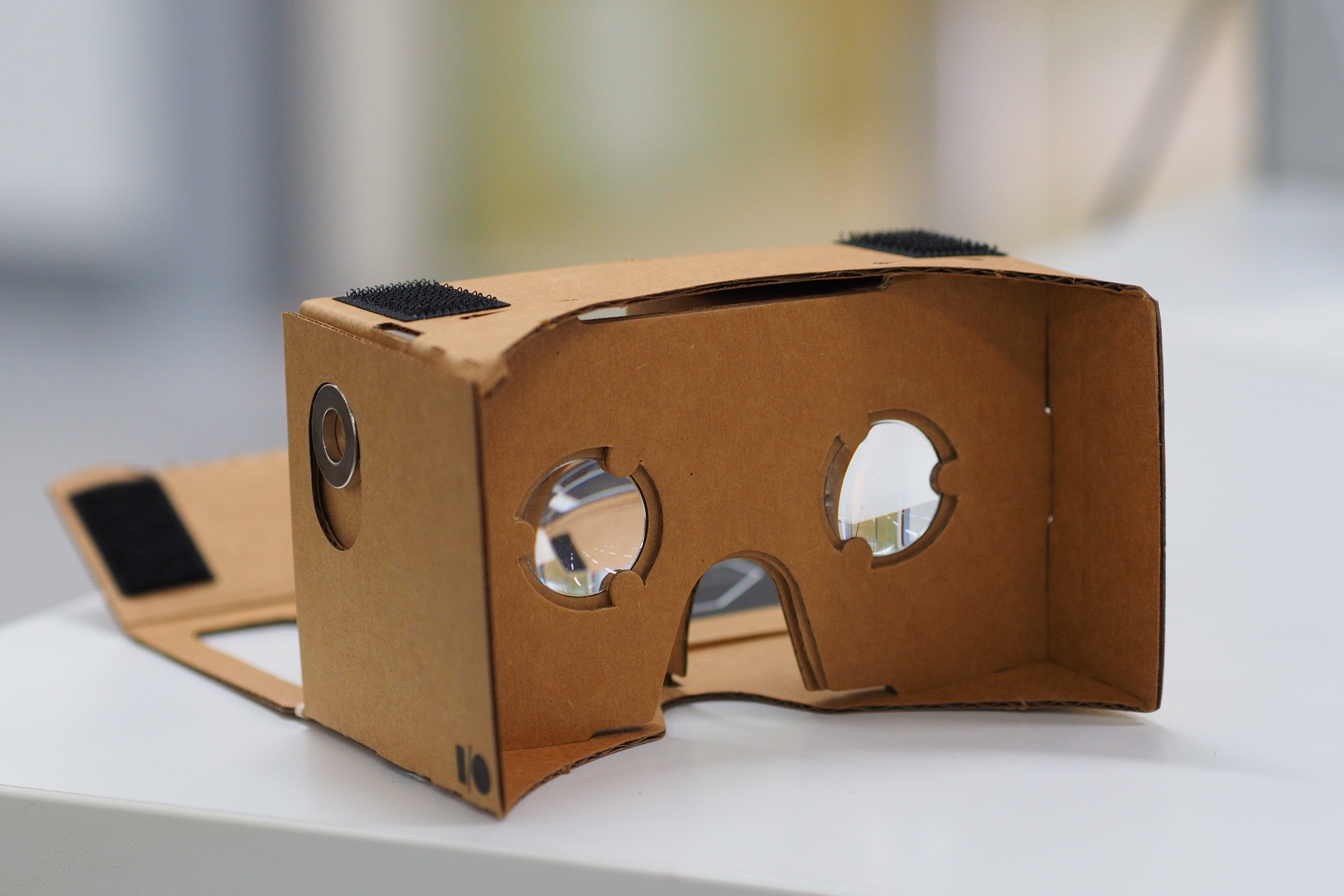
Повністю зібраний Google Cardboard

Google Cardboard — платформа віртуальної реальності, розроблена компанією Google. В основі  лежить шолом, який за задумом розробників, можна зібрати з підручних матеріалів. Проєкт вперше був представлений на конференції Google I/O 2014. 
Проєкт являє собою симуляцію віртуальної реальності за допомогою шолому, зібраного за спеціальною схемою з картону, оптичних лінз, магніту та застібки-липучки, а також вкладеного в нього смартфону на операційній системі Android або iOS із попередньо встановленим програмним забезпеченням. Шолом можна зібрати самостійно в домашніх умовах або купити готовий варіант безпосередньо на сайті експеримента . Для більш надійного з'єднання з телефоном можна також прикріпити до шолому NFC-чип. Смартфон із вбудованим магнітометром може реагувати на зміну магнітного поля. Програма, аналізуючи дані з камери смартфону, магнітометру та акселерометра, симулює ефект віртуальної реальності.
Компанія Google передбачила створення своїх програм на базі цього проєкту для сторонніх розробників, для чого нею було створено Google Cardboard SDK.

## Цікаві факти
- Розробники проєкту, David Coz та Damien Henry з паризького Google Cultural Institute заявили, що створили новинку у вільні від роботи 20% часу